# Santiago Atzitzihuacán
Santiago Atzitzihuacán är en ort i Mexiko.   Den ligger i kommunen Atzitzihuacán och delstaten Puebla, i den sydöstra delen av landet, 90 km sydost om huvudstaden Mexico City. Santiago Atzitzihuacán ligger 1 820 meter över havet och antalet invånare är 1 006.
Terrängen runt Santiago Atzitzihuacán är kuperad. Runt Santiago Atzitzihuacán är det ganska glesbefolkat, med 34 invånare per kvadratkilometer. Närmaste större samhälle är Atlixco, 17,9 km nordost om Santiago Atzitzihuacán. I omgivningarna runt Santiago Atzitzihuacán växer huvudsakligen savannskog.